# Provveditori sopra i Monasteri
Bei den Provveditori sopra i Monasteri handelte es sich um die Vertreter einer am 17. September 1521 gegründeten, behördenartigen Institution der Republik Venedig, die die Klöster der Stadt zu beaufsichtigen hatte. Entgegen der Bezeichnung lag ihre Aufgabe jedoch ausschließlich darin, die Nonnenklöster der Stadt zu beaufsichtigen, da man der Ansicht war, dass die regelgemäße Lebensführung der Nonnen von entscheidender Bedeutung für das Verhältnis zu Gott sei, der bei Zuwiderhandlung die gesamte Stadt bestrafen könnte. Die Einrichtung bestand bis zum Ende der Republik im Jahr 1797.

## Hintergrund

### Adlige Frauen als gezwungene Klosterinsassinnen
Der venezianische Staat sah seine Existenz durch äußere und innere Bedrohungen gefährdet. Um dabei die göttliche Hilfe nicht zu verlieren, erschien es von größter Bedeutung zu sein, dafür zu sorgen, dass dessen moralische Forderungen erfüllt wurden. Dazu gehörte vor allem die Einhaltung von Gelübden und Eiden, die auch der Bindung an den Staat nutzbar gemacht wurden, indem die Bevölkerung durch öffentliche Vereidigungsrituale auf ihn „eingeschworen“ wurde. Die Brisanz dieser Grundsätze erwies sich vor allem in Zeiten politischer und militärischer Bedrohung, oder in Zeiten schwerer Epidemien, die ja vielfach als Strafe Gottes für Fehlverhalten gedeutet wurden. Infolgedessen galt es insbesondere, in geistlichen Anstalten, wie den Klöstern, verschärfte moralische Anforderungen zu stellen. Girolamo Priuli drückte das imaginierte unmittelbare Verhältnis von Klostermoral und Staatsgeschick nach der katastrophalen Niederlage von 1509 in der Schlacht von Agnadello in seinen Diarii so aus: „Per il peccato gravissimo di queste monache meretrice se judichava fusse proceduto in grande parte la ruina del Statto Veneto“ (sinngemäß: die überaus schweren Sünden dieser Nonnen-Huren hielt man für die Ursache des Ruins des venezianischen Staates).
Über die Zahl der Nonnen in Venedig am Anfang des 16. Jahrhunderts fehlen genaue Angaben, doch nach den Nota di tutte le Anime esistenti nella Città di Venezia nell’Anno 1586 gab es zu dieser Zeit in Venedig 2.408 Nonnen. 1606 waren es 2.082, 1642 zählte man 2.905. Danach sank die Zahl der Nonnen kontinuierlich.

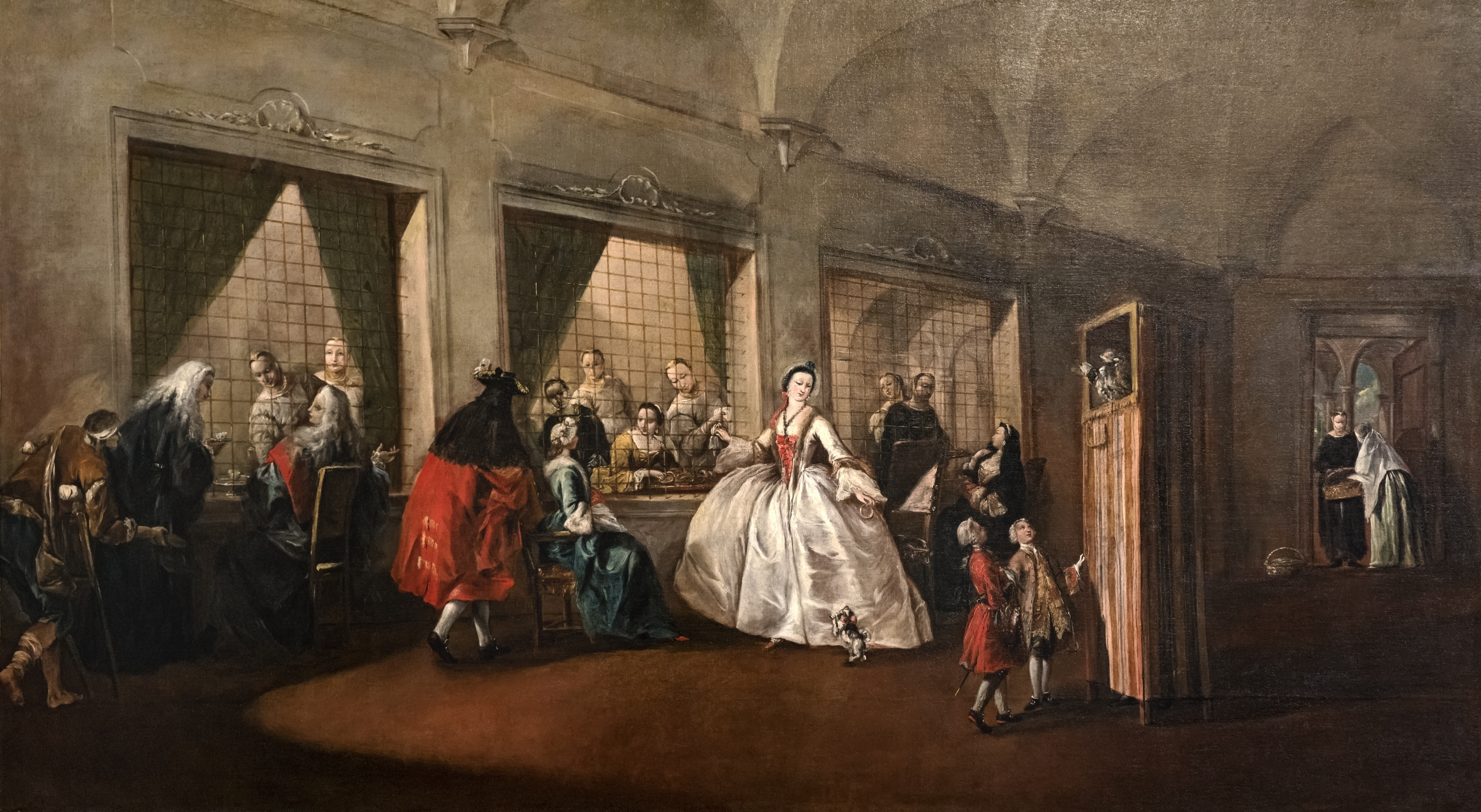
Das Sprechzimmer der Nonnen im Kloster San Zaccaria, Francesco Guardi, um 1745/1750, Öl auf Leinwand, 108 mal 208 cm, Ca’ Rezzonico

Dabei entstammten zwei Drittel bis drei Viertel der Nonnen adligen Häusern. In San Zaccaria, einem der angesehensten Klöster, waren 1609 ausschließlich Adlige untergebracht, insgesamt 70 Frauen. In Santa Caterina stammte 1616 nur eine einzige unter den 100 Nonnen aus nichtadligem Haus. Ebenso sah es in den Klöstern S. Alvise, S. Andrea und Spirito Santo aus, wo 94 % der Nonnen adlig waren. Dabei zogen die Familien Benediktiner- und Augustinerklöster den Franziskanerklöstern vor. Die strengeren und auf Klausur beharrenden Klöster der Karmeliterinnen, der Kapuziner und der Serviten wurden gänzlich gemieden. Auch bevorzugten die Adelsclans bestimmte Klöster, in denen sie ihre Angehörigen üblicherweise unterbrachten. So gingen die Morosini meist nach Spirito Santo, die Contarini nach Santa Caterina, hingegen bevorzugten Foscarini, Gradenigo oder auch Morosini wiederum San Zaccaria. Dabei ging zwischen 1550 und 1650 mehr als die Hälfte der Töchter dieser Häuser ins Kloster, die übrigen sollten verheiratet werden, was jedoch vielfach an adäquaten Ehepartnern scheiterte, die in den Augen der Familienoberhäupter standesgemäß waren – oder sie wurden an Bürgerliche verheiratet, die entsprechend erhöhte Morgengaben einbrachten. So befanden sich 1581 54 % der adligen Frauen in Klöstern, wobei jedermann bekannt war, dass diese Aufenthalte überwiegend erzwungen waren.
Während es zwischen 1560 und 1574 noch zu 40 adligen Hochzeiten kam, fiel diese Zahl im 17. Jahrhundert weiter auf nur mehr 28. Auf diese Art, also mit der externen Verehelichung der Töchter, um eine rein männliche Erblinie aufrechtzuerhalten, auf die der Schwiegersohn und erst recht die verehelichte Tochter keinen Zugriff hatte, hielten die Familien zwar ihr Vermögen in der männlichen Linie beisammen, doch starben viele der Familien bei dieser Heiratspolitik einfach aus. Diese Art des Ehrentausches, der ja zu Gegengaben verpflichtete, und der unter Abtretung eines enormen Teiles des Familienvermögens vonstattenging, hatte zudem dadurch das Potenzial, die Familien aussterben zu lassen, dass Gaben, die sich aufgrund der gewaltigen Dotationen nicht mehr kompensieren ließen, gewissermaßen „zerstört“ werden mussten, indem man die „Gaben“ ins Kloster zwang. Dieses Zerstörungspotential ist dabei enorm hoch: Die Zahl der Mitglieder im Großen Rat, wo alle erwachsenen, männlichen Adligen Sitz und Stimme hatten, verminderte sich dadurch zwischen 1550 und 1650 von 2500 auf 1500, also um 40 %.
Den Zeitgenossen war die Problematik der gezwungenen Nonnen wohl bewusst, und so versuchte der Senat mit Gesetzen in den Jahren 1420, 1505, 1535, 1551 und 1575 gegen die immer gewaltiger werdenden Ausstattungen anzugehen. Deren gewaltige Kosten beliefen sich Ende des 16. Jahrhunderts auf bis zu 10.000 Dukaten, im frühen 17. Jahrhundert konnten es bis zu 40.000 sein. Die Versuche des Senats von 1420, eine Obergrenze bei 1600 Dukaten einzuziehen, von 1505 bei 3.000 oder von 1575 bei 6.000, blieben ohne Erfolg.

### Die Rolle des Staates und des Patriarchen während der Gegenreformation
Schon vor der Reformation beklagten Prediger zunehmend die Situation in den Klöstern. Gezwungene Nonnen lebten gemeinsam mit solchen, die ihre Lebensrolle im Kloster suchten, die Klausur und die Residenzpflicht wurden missachtet. 1497 überspitzte der Prediger Thimoteo da Luca, indem er behauptete, dass dem Besucher der Stadt die Nonnenklöster als „prostribuli e bordeli publici“ angeboten würden. 1519 kam es auf Initiative des Patriarchen Antonio Contarini zu Reformen, die die Verweltlichung der Klöster umkehren sollten. Sie zielten auf die Unterstellung unter strenge Observanz und die Durchsetzung der Klausur. Die Nonnen und ihre Angehörigen protestierten beim Dogen Leonardo Loredan, doch dieser lehnte ab. Der Patriarch ließ Räumlichkeiten für die Observantinnen einrichten, so dass die Klöster gespalten waren. Die Nonnen riefen den Papst an, und läuteten den ganzen Tag die Glocken, als dieser am 27. Juni 1519 die zwangsweise Einquartierung der Observantinnen gegen den Willen der anderen Nonnen untersagte. Doge, Senat und Rat der Zehn bauten jedoch weiterhin auf die Reformanweisungen und lehnten das päpstliche Breve ab. Noch im August 1521 protestierte die Äbtissin Clara Donato gemeinsam mit den drei Klöstern, die sich der Reform nicht fügen wollten, nämlich S. Zaccaria, S. Maria della Celestia und S. Marta, vergeblich gemeinsam mit Familienangehörigen gegen das staatliche und kirchliche Vorgehen. Schließlich bedrohte der Patriarch jeden mit der Exkommunikation, der es wagte, weiterhin Widerstand gegen sein Vorgehen zu leisten. Am 17. September 1521 wurde unter Leitung von drei Adligen das Institut der „Provveditori sopra i Monasteri“ eingerichtet, womit die Nonnenklöster, ohne dies explizit im Titel auszudrücken, unter staatliche Aufsicht kamen.
Als die ersten Protestanten Venedig erreichten, lehnten sie das Leben der Nonnen ab, jedoch nicht nur wegen des in ihren Augen anrüchigen Lebensstils, sondern weil dort nicht Kontemplation, sondern Untätigkeit herrschte, die ganz von selbst zu Langeweile und luxuria führte, ein Begriff, unter dem jede Art von ungebührlichem Verhalten subsumiert wurde. Selbst wenn dort Kontemplation geübt wurde, so war in ihren Augen das weltliche Leben als Ehefrau dennoch nützlicher für die Gesellschaft. Luther selbst hatte den Augustinerhabit abgelegt und die Nonne Katharina von Bora geheiratet, die protestantischen Staaten lösten die Klöster auf.
Vor diesem Hintergrund und angesichts der enormen Erfolge der neuen Konfession reagierte das Konzil von Trient, indem es das monastische Leben verteidigte, aber versuchte, die Verweltlichung und die inzwischen als abträglich aufgefassten Aspekte des Klosterlebens, insbesondere das temporäre Verlassen des Klosters durch die Insassinnen, den Zugang in die Klöster von außen und die Verfügung der Frauen über ihren Körper einzuschränken; hinzu kamen der Verzicht auf persönliches Eigentum, ein Mindestalter von 16 Jahren für die Profess, eine Art Probejahr sowie eine Feststellung der Freiwilligkeit des Klosteraufenthalts (Decretum de regularibus et monialibus, 1563). Die Abschließung im Kloster wurde zum Kontrollmittel der Keuschheit, eine Regulierung, die der jeweilige Bischof zu überwachen hatte. Doch galten diese Beschränkungen erst ab der Ablegung der Profess.
Es entstand eine Zweiteilung der Klosterwelt, nämlich in geschlossene Konvente, die die geänderten Regeln zu beachten hatten, und offenere, die seit jeher eigene Regularien pflegten, oder die gar keine Klausur kannten, deren Orden jedoch anerkannt waren. Die Frage erhob sich, ob eine Bulle von 1298 nun auf alle Frauenklöster Anwendung finden sollte, in der die Klausur für sämtliche Einrichtungen gefordert worden war – ohne nennenswerte Auswirkungen auf die Realität. Erst mit einer Bulle Papst Pius V. (Circa pastoralis, 1566) entschied sich die Kirchenführung für eine restriktive Auslegung. Dies betraf nun auch die Tertiarierinnen. Auch legitime Gründe, auch nur kurzfristig das Kloster zu verlassen, wurden drastisch eingeschränkt. Ab 1570 galten nur noch Feuer, eine Epidemie oder die Lepra als anerkannte Gründe. Die Gebäude wurden nunmehr zunehmend mit Mauern umgeben, Fenster und Türen vergittert. Damit waren die Bettelorden, die auf Außenkontakte angewiesen waren, nicht mehr existenzfähig, jedenfalls nicht mehr in Form von Nonnenklöstern.
Wichtigstes Mittel der Kontrolle wurde die Visitation durch den Patriarchen. Bei dieser Gelegenheit wurden Gitter, Portale, Fenster und Riegel geprüft, dann der Bücherbestand. Die Beschwerden der Nonnen wurden angehört – den dabei erstellten Protokollen verdanken wir tiefere Einblicke in das Klosterleben. Auch die Frage nach Besuchern wurde gestellt, denn die Nonnen durften nur von bestimmten Männern besucht werden, nämlich von den Vätern, Brüdern und Onkeln ersten Grades. Alle Gespräche mit den Verwandten wurden mitgehört. Dabei wurde untersagt, Verwandte durch Umarmung oder Küsse zu begrüßen, oder sonst wie der Freude übermäßigen Ausdruck zu geben. Auch dort, wo die Profession der männlichen Besucher einen Besuch gebot, wie bei Ärzten, brauchten sie eine Erlaubnis, und sie mussten von gutem Ruf und mindestens 40 Jahre alt sein. Sämtliche Männer, die im Kloster Arbeit zu verrichten hatten, wie Handwerker, bedurften einer besonderen Erlaubnis. Sexualität unter Frauen wurde zwar hin und wieder bemerkt und versucht zu unterbinden, jedoch störte diese in den Augen des Patriarchen weniger die Klosterordnung und das Bild der Klöster nach außen. Eher wurde die Frage der Haartracht zum Inhalt von Anordnungen, ebenso wie das Entfernen von Kristallfenstern, denn sie konnten als Spiegel dienen. Um Anforderungen nach Unterwerfung durchzusetzen, konnte der Kontakt innerhalb des Klosters untersagt werden, so dass nur noch zur Ermahnung bereite Nonnen die „Sünderin“ besuchen durften, bis sie bußfertig, reuig und beschämt oder gedemütigt (humiliata) war.

## Die Provveditori sopra i monasteri
Die Kontrolle über die Klöster oblag bis 1521 dem Rat der Zehn. In diesem Jahr wurde sie den drei Provveditori sopra Monasteri übertragen, zunächst als eine vorläufige Einrichtung, ab 1528 als dauerhafte Institution. Dabei waren die Provveditori von Anfang an nur für die Nonnenklöster zuständig. Bis 1536 wählte man dazu drei Angehörige des Rates der Zehn, ab 1551 entstammten die Provveditori dem Senat, jedoch hatten diese drei Männer weiterhin Zugang zum Rat der Zehn, und zwar dann, wenn dieser Rat im Rahmen der von den Provveditori angestrengten Verfahren ein Urteil zu fällen hatte. Die Provveditori hatten gegen Angehörige der Kirche Entscheidungsfreiheit, sie durften allerdings kein Todesurteil fällen. Ihre Grenze fand die Zuständigkeit zudem dort, wo die des Patriarchen einsetzte, das heißt vor allem bei den Nonnen selbst.
Nach 1509 ging man zunächst gegen die monachini vor, Männer, die sexuelle Kontakte (comercio carnal) zu Nonnen unterhielten oder diesen den Hof machten. Dabei stand auf sexuelle Kontakte die unbegrenzte Verbannung aus Venedig, auf den Bruch der Klausur eine Verbannung auf zehn Jahre. Hatten Ruderer oder sonstige Helfer eine Nonne bei der Flucht aus dem Kloster unterstützt, so drohte ihnen ein halbes Jahr Gefängnis. Bereits 1514 ruderte der Rat der Zehn insofern zurück, als die Frage des Geschlechtsverkehrs keinerlei Priorität mehr vor dem Bruch der Klausur erhielt. Doch mit der Gegenreformation steigerte die Serenissima das Strafmaß sukzessive, so dass 1605 nicht mehr nur die Todesstrafe auf sexuelle Kontakte stand, sondern schon auf den Bruch der Klausur.
Am 29. Juli 1568 untersagten die Provveditori dem Advokaten Modesto di Tivali, sich mit den Nonnen von S. Anna auch nur zu unterhalten. Eine anonyme Denunziation behauptete wenige Tage später, Modesto habe sich drei oder vier Mal über die Anordnung hinweggesetzt. Zeugenbefragungen ergaben, dass er sich meist zusammen mit Piero Spicier dort aufgehalten hatte, der gleichfalls ermahnt wurde. Obwohl Modesto als Anwalt für die Nonnen tätig war, wurde er zu einem Monat Gefängnis verurteilt.
Doch nicht nur Männer wurden vor das Gericht gezogen, sondern auch Frauen mit in ihrer Zeit zweifelhaftem Ruf. So wurde die Hure Novella Albanese am 30. November 1611 anonym denunziert, sie habe eine adlige Frau beschimpft. Einer der Zeugen behauptete, sie häufiger im Kloster S. Girolamo gesehen zu haben. Erst am 4. Mai 1612 wurde Novella selbst befragt. Sie behauptete, nur die Kirche zum Beten aufgesucht zu haben, nicht jedoch Räumlichkeiten des Klosters. Hätte sie gewusst, dass es Frauen ihres Rufes untersagt war, derlei Kirchen aufzusuchen, hätte sie dies unterlassen. Dennoch erhielt sie eine Geldstrafe von 100 Dukaten, dazu ein halbes Jahr Gefängnis, das sie jedoch für 50 Dukaten abgelten konnte.
Am 14. Juni 1611 stand der junge Früchteverkäufer Battista di Zuane vor Gericht, weil er vor den Mauern von S. Anna in Castello obszöne Lieder gesungen, während er sein Boot gerudert hatte. Er musste die Prozesskosten tragen und wurde sechs Monate eingesperrt. Im Staatsarchiv Venedig sind zahlreiche Fälle dieser Art zu finden, die jedoch nur selten mit den vorgesehenen, überaus harten Strafen sanktioniert wurden. Entgegen den gesetzlichen Vorgaben wurden also nicht pauschal Todesurteile ausgesprochen, sondern die genauen Umstände und Hergänge beurteilt.
Allerdings kam es zwischen 1608 und 1619 zu einer Reihe von verhältnismäßig harten Strafen. Dies galt etwa für Battista Mariner und seine Frau Meneghina. Die beiden hatten einer Nonne zur Flucht verholfen, die sich in einen Adligen verliebt hatte. Battista sollte entweder für 15 Jahre aus Venedig verbannt werden oder sich innerhalb von zwei Monaten nach der Verurteilung beim Rat der Zehn einfinden, um 18 Monate auf einer Galeere zu rudern, mit Ketten an den Füßen. Seiner Frau jedoch sollten die Nase und die Ohren abgeschnitten werden, nachdem sie öffentlich zur Schau gestellt worden war, um sie dann für 15 Jahre zu verbannen. Ähnlich hart wurde Zuanne Gobo bestraft, weil er Liebesbriefe überbracht hatte, jedoch blieben seine Ohren verschont, er wurde zudem nur fünf Jahre aus Venedig verbannt.
Über die verurteilten und reuigen Nonnen ist sehr viel weniger bekannt, weil sie nach dem Verfahren in die Obhut des Patriarchen gegeben wurden. Doch die Akten im Archivio storico del Patriarcato di Venezia wurden im 19. Jahrhundert vernichtet.
Unabwendbar wurde die Einmischung der staatlichen Institutionen, wenn es um die Frage des Geschlechtsverkehrs mit Nonnen ging, insbesondere, wenn es dabei zu einer Schwangerschaft kam. Am 24. Juli 1564 erhielten die Provveditori einen Brief der Äbtissin des Klosters S. Maffio di Mazzorbo, in dem die Klostervorsteherin sich über die Schwestern Giustina und Catherina Corner beklagte. Caterina hatte einen Sohn zur Welt gebracht, doch hatten ihre einflussreichen Verwandten dafür gesorgt, dass es nicht zu einer offiziellen Reaktion kam. Als auch die Schwester sich in „skandalöser“ Weise verhielt, verlangten die übrigen Nonnen ihre Entfernung aus dem Haus. Die Provveditori entsandten einen Unterhändler zum in ihren Augen eher kompromissbereiten Patriarchen, um die Rückkehr zu verhindern, die für weitere Unruhe im Kloster gesorgt hätte. Der Patriarch bevorzugte die Rückkehr der Nonne, wenn sie auch einige Jahre im dortigen Gefängnis verbringen sollte. Der weitere Vorgang ist nicht bekannt.
1614 sah sich der Patriarch angesichts der Klage der Äbtissin von S. Zaccaria, wo nur Adlige lebten, über die 45-jährige Nonne Laura Querini gezwungen einzugreifen, zumal er das Loch in der Klostermauer, durch das zwei junge Männer eingelassen worden waren, selbst inspiziert hatte. Einer von den beiden war nur einmal im Kloster, um mit Schwester Zaccaria, einer 25 Jahre alten Eingeweihten und Helferin, Geschlechtsverkehr zu haben, sein Cousin Zuanne Cocco hingegen sei einmal in einer Kammer für 10 oder 12 Tage untergebracht gewesen, zu der nur Laura Querini Zugang hatte, die die Schlüsselgewalt besaß. Äbtissin Andriana Gradenico befahl Laura die Kammer zu öffnen, doch behauptete diese, ihr sei der Schlüssel entwendet worden. Bis zur Ankunft des Patriarchen wurden die beiden Frauen eingesperrt. Bei der Befragung berichtete Laura, dass sie schon als kleines Mädchen in verschiedenen Klostern gewesen sei, und wie sie die Profess „mit dem Munde, aber nicht mit dem Herzen“ abgelegt habe. Sie habe sich bei Besuchen im Kloster in den mehr als 20 Jahre jüngeren Zuanne verliebt. Schließlich hätten die beiden Frauen mehr als einen Monat lang ein Loch durch die Mauer gegraben. Es stellte sich zudem heraus, dass „die Nena“ und ihr Ehemann die externe Vermittlung von Männern organisiert hatten. Die Provveditori ordneten die Verhaftung der beiden Liebhaber und „der Nena“ an. Letztere hieß Antonia und sie war die Ehefrau des Zulian Marangon, eines Arbeiters im Arsenal. Als Laura die Namen der Männer nicht angeben wollte, wurde sie auf Anordnung des Rates der Zehn mit der Folter bedroht, woraufhin sie gestand, auch die Liebhaberin von Andrea Foscarini gewesen zu sein, eines Adligen. Zu diesem hatte sie Kontakt mit Hilfe „der Nena“ und ihres Mannes aufgenommen, doch behauptete sie, die beiden hätten dies unter der Annahme getan, er sei ein Verwandter, dem sie Geschenke und Briefe zukommen lassen wolle. Auch Helfer, wie ein Ruderer namens Mario, seien ohne Kenntnis ihrer wirklichen Ziele gewesen. Ein weiterer Mann, Alvise Zorzi, der gleichfalls im Kloster gewesen war, wurde durch Urteil der Provveditori auf Lebenszeit verbannt, ebenso wie der Foscarini. Zulian wurde mit acht Jahren Galeere bestraft. Antonia sollte ausgepeitscht werden und dabei mit einem Schild mit der Aufschrift „Per li SS. Prov. Sopra li Monasteri“ behängt werden. Sollte sie jemals wieder Kontakt zu einem Frauenkloster aufnehmen, würden ihr Nase und Ohren auf dem Markusplatz abgeschnitten.
Wie in den meisten Fällen war der Befragungsaufwand und die daraus resultierenden Strafen bei den Laien und Männern deutlich höher, als bei den Frauen, für die der Patriarch zuständig war. Letztere wurden meist mit einer Gefängnisstrafe innerhalb des Klosters belegt, da ihnen weniger ein eigener Wille zugestanden wurde, selbst wenn sie zu Protokoll gaben, völlig souverän und aus eigenem Antrieb gehandelt zu haben, ja wie Laura, sogar den „Ruin“ des Beschuldigten Foscarini verhindern wollten. Die Jurisprudenz der Zeit glaubte zudem, dass angesichts der stärkeren sexuellen Antriebe und des schwächeren Willens der Frauen die Last klösterlichen Lebens für diese viel schwerer zu tragen war. Kardinal Giovan Battista De Luca erkannte zudem, dass Nonnen, die sowieso gegen ihren Willen im Kloster eingesperrt waren, nicht vor der Flucht zurückschreckten, da sie nur fürchten mussten, wieder eingesperrt zu werden.